# Silvina Landsmann

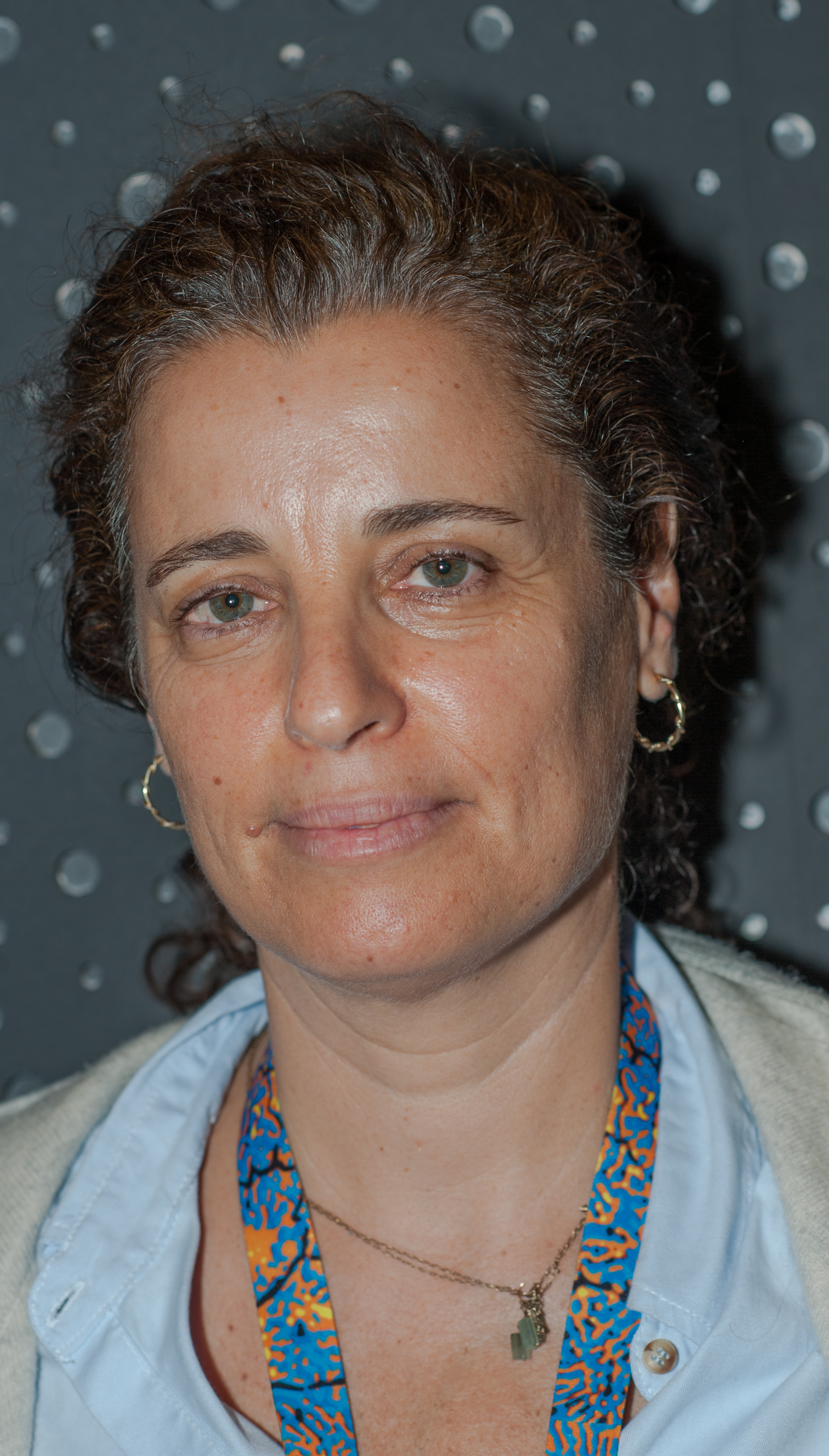
Silvina Landsmann 2015

Silvina Landsmann (* 21. Juli 1965 in Buenos Aires, Argentinien) ist eine israelische Dokumentarfilmerin.

## Leben
Landsmann absolvierte ihr Filmstudium an der Universität Tel Aviv und verbrachte danach die nächsten zehn Jahre in Paris. In Frankreich entstand auch 1997 ihr erster Film Collège. Dafür wurden 1995 innerhalb von fünf Wochen in der Paul Vaillant-Couturier Grundschule in Champigny-sur-Marne, einem Vorort von Paris, Aufnahmen von Migrationskindern und ihren Problemen in Frankreich aufgenommen. 1998 erhält sie dafür den  Prix des Ecrans Documentaires auf dem  Festival de Gentilly.  Nach ihrer Rückkehr nach Israel gründet sie ihre Produktionsfirma Comino Films. Mit Post Partum (dt. Nach der Geburt) erscheint 2004 ihre erste Eigenproduktion. Es ist die Gegenüberstellung von unterschiedlichen Sichtweisen einer Entbindungsstation in Israel, wo die Massenabfertigung der medizinischen Betreuung der Neugeborenen nach der Entbindung und im Gegensatz dazu die Betreuung der Mütter im  Vordergrund stehen. 2007 folgt mit Unto Thy Land eine Dokumentation über den Bildhauer Moshe Shek und seine Umgebung. Shek, der 2005 zusammen mit  dem Palästinenser Ahmad Canaan eine gemeinsame Skulptur für die Steine an der Grenze  erstellt hat,  war in Israel auch vorher schon für seine Kunstwerke bekannt. Auf der Berlinale 2012 lief zum ersten Mal Soldier / Citizen (Hebräisch Bagrut Lochamim, dt. Reifeprüfung für Kämpfer).  Reifeprüfung für Kämpfer nennt sich ein Spezialprogramm der israelischen Armee, das Soldaten am Ende ihrer Dienstzeit ermöglicht das Abitur nachzuholen. Mehrere Wochen wurden Nachhilfekurse in Staatsbürgerkunde mit der Kamera begleitet. Nach drei Jahren Militärdienst in den besetzten Gebieten tun sich viele junge Männer schwer mit Begriffen wie Demokratie, Pluralismus und Menschenrechte.

## Zur Person
Silvina Landsmann dokumentiert und verarbeitet den Alltag in Einzelbereichen, die außerhalb der Massenmedien liegen. Sie unterrichtet „Dokumentarfilm“ an der Kinemathek von Tel Aviv.

## Werke
- 1997: Collège
- 2004: Post Partum
- 2007: Unto Thy Land
- 2012: Soldier / Citizen
- 2015: Hotline
- 2021: Silence Breakers